# Vice caché (série télévisée)
Vice caché est une série télévisée dramatique québécoise en 18 épisodes de 45 minutes diffusée entre le 3 février 2005 et le 5 avril 2006 sur le réseau TVA.

## Synopsis
Sur un ton parfois humoristique, Vice Caché explore les remous de l'existence de cinq couples hantés par leurs mal de vivre, qui habitent le Croissant des Gémeaux.

## Distribution

### Acteurs principaux
- Luc Picard : Michel Champagne
- Nathalie Mallette : Danielle St-Pierre
- François Papineau : Jean-Paul Pouliot
- Maude Guérin : Christine Pouliot
- Sylvie Léonard : Nicole Rivest
- Christian Bégin : Pascal Gendron
- Alexis Martin : Laurent Barbeau
- Marie-France Lambert : Cathy Barbeau
- Guy Nadon : Benoît Lalonde
- Micheline Bernard : Camille Beauchesne
- Isabel Richer : Martine

### Acteurs secondaires
- Lise Roy : Lorraine, sœur de Michel Champagne
- Benoît Girard : Joseph, père de Benoît Lalonde
- Pascale Bélanger : Marie-Ève, fille couple St-Pierre-Champagne
- Félix-Antoine Despaties : Charles, fils du couple St-Pierre-Champagne
- Marie-Ève Des Roches : Isabelle, fille couple Pouliot
- Jérémy T. Gaudet : Stéphane, fils couple Barbeau
- Tony Jr. Dicapua : Martin, fils couple Barbeau

## Fiche technique
- Auteurs : François Camirand et Louis Saia
- Réalisateurs : Louis Saia (épisodes 1 à 4) et Claude Desrosiers (épisodes 5 à 18)
- Distribution : Lucie Robitaille
- Directeur artistique : Raymond Dupuis
- Création costume : Judy Jonker
- Directeur photo : Jean-Pierre Trudel
- Montage : Dominique Champagne
- Conception sonore : Robert Labrosse
- Musique : Michel Cusson et Christian Cusson
- Productrice déléguée : Martine Allard
- Productrice associée : Mélanie Lamothe
- Producteurs : Jocelyn Deschênes et Sophie Pellerin
- Société de production : Sphère Média Plus

## Distinctions
- Prix Artis 2006, meilleur comédien télésérie : Luc Picard (ex æquo Rémy Girard)
- Prix Gémeaux 2006, meilleure interprétation masculin dans un rôle de soutien dramatique : François Papineau
- Prix Gémeaux 2006, meilleure interprétation féminine dans un rôle de soutien dramatique : Maude Guérin
- Prix Gémeaux 2006, meilleure interprétation premier rôle féminin série dramatique : Sylvie Léonard
- Prix Gémeaux 2005, meilleur rôle de soutien féminin dramatique : Micheline Bernard